# Szpital Niewiniątek

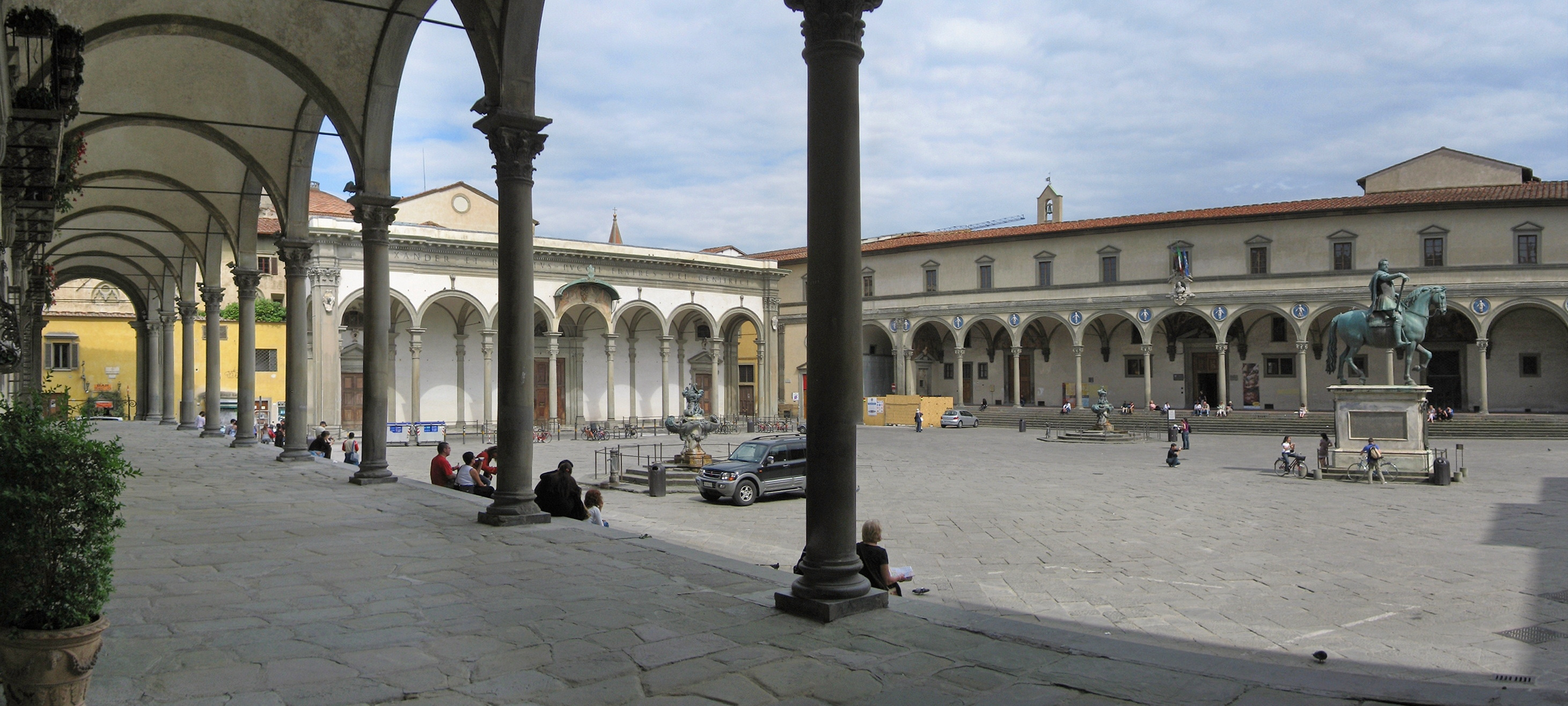
Piazza Santissima Annunziata. Od lewej: Loggia dei Servi di Maria, kościół Santissima Annunziata, Szpital Niewiniątek.

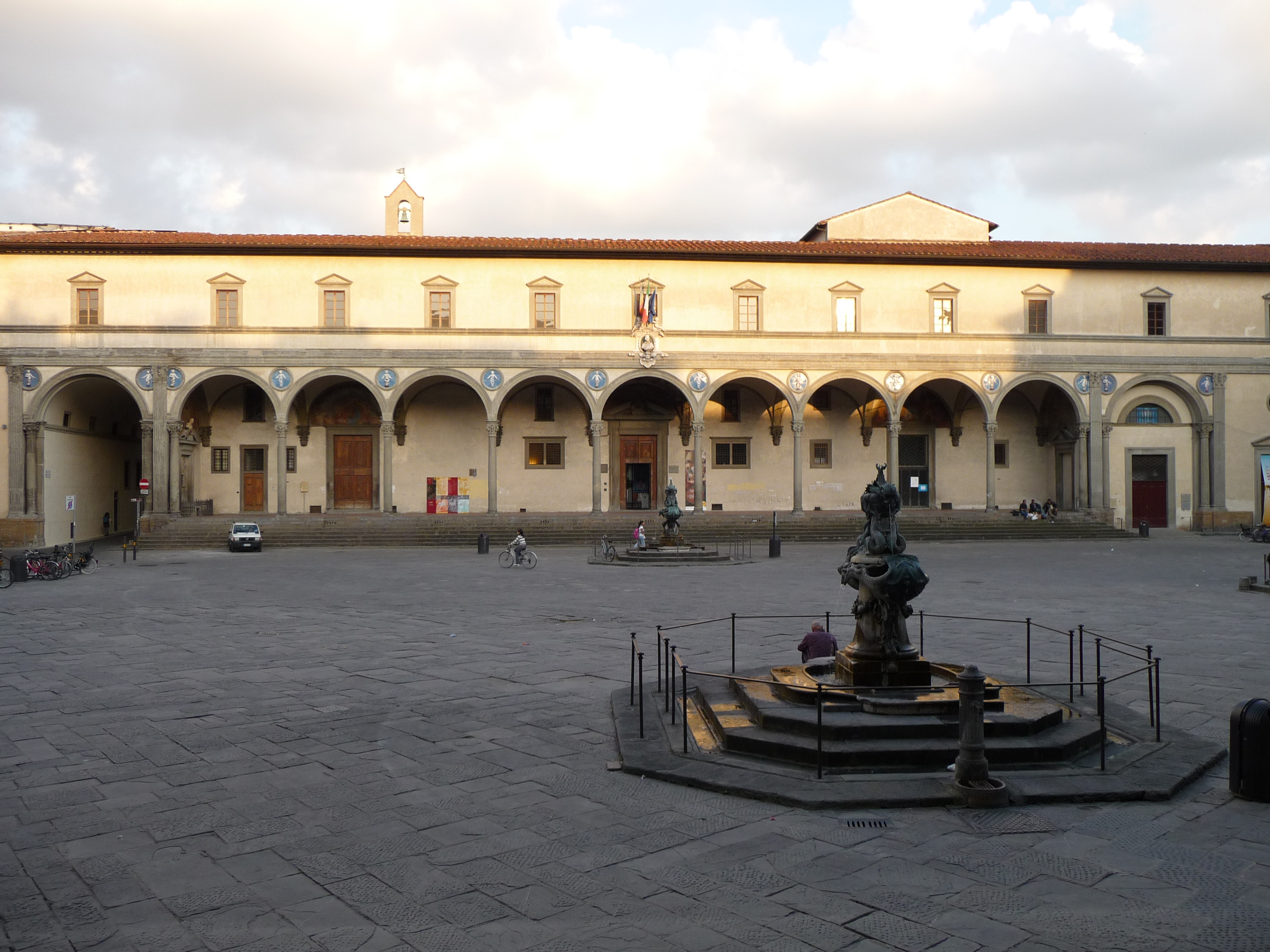
Spedale degli Innocenti

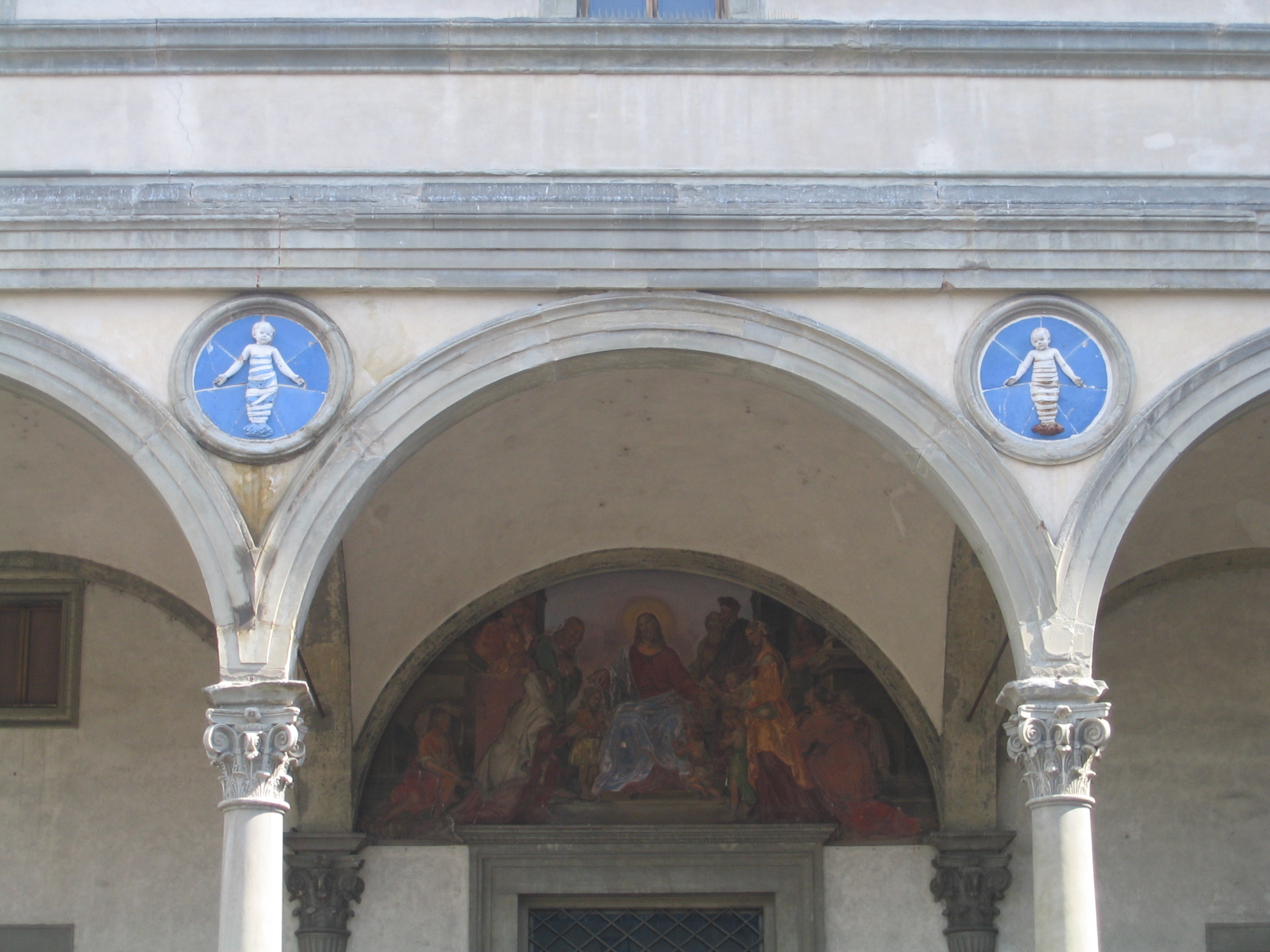
Spedale degli Innocenti. Arkada i medaliony

Szpital Niewiniątek, zw. także szpitalem (ochronką) dla podrzutków (wł. Spedale/Ospedale degli Innocenti) – budowla przy placu Santissima Annunziata we Florencji, wzniesiona w latach 1419-24 według projektu Filippa Brunelleschiego. Jedna z pierwszych budowli renesansowych.

## Historia
Szpital Niewiniątek był przytułkiem dla opuszczonych dzieci, ufundowanym przez florencki cech jedwabników i złotników, do którego należał także Brunelleschi. Architekt wykonał projekt i nadzorował budowę, ale nie brał w niej bezpośrednio udziału, gdyż równocześnie zajmował się wznoszeniem kopuły florenckiej katedry Santa Maria del Fiore. 
Zgodnie z życzeniem cechu, który dążył do jak najszybszego i najtańszego wzniesienia ochronki, jej jedyna widoczna fasada – czyli ta od strony placu – miała być prosta, a zarazem estetyczna. Brunelleschi zdecydował się dostawić do niskiego i dość długiego budynku szpitala lekką loggię kolumnową, spoczywającą na dziewięciostopniowym podwyższeniu. Loggia złożona jest z dziewięciu okrągłołukowych arkad wspartych na kolumnach z kompozytowymi kapitelami. Skrajne arkady zostały ujęte w żłobkowane pilastry z kapitelami korynckimi. Łuki arkad są oprofilowane, a nad nimi znajduje się nieklasyczne belkowanie. W wolnych polach umieszczone zostały płaskorzeźbione medaliony z wizerunkami niemowląt, wykonane przez Andrea della Robbia.
Już wcześniej we Florencji wznoszono podobne loggie, takie jak Loggia dei Lanzi z lat 1376-82. Ta jednak jest jeszcze zdecydowanie gotycka, z oprofilowanymi filarami, przechodzącymi w łuki. Podobnie gotycki charakter  (ale już elementami renesansowymi) ma loggia w Palazzo Busini-Bardi, uważanym za wczesne dzieło Brunelleschiego. Arkady są tam niezwykle wysmukłe i pozbawione oprofilowań, kapitele nieklasyczne (nie odpowiadają żadnemu ze starożytnych porządków). 
Późniejsze dzieło Brunelleschiego, czyli loggia Szpitala Niewiniątek, to pierwsza w pełni renesansowa loggia i w ogóle budowla renesansowa. Architekt sięgnął po wzorce starożytne i w swojej loggii zastosował kolumny z głowicami kompozytowymi i bazami attyckimi. Nie wzorował się jednak na żadnej konkretnej budowli antycznej, dość swobodnie czerpiąc z repertuaru form starożytnych.
Obecnie w budynku mieści się galeria sztuki renesansowej (Galleria dello Spedale degli Innocenti).